# Новоталица
Новота́лица — остановочный пункт Свердловской железной дороги. Находится в Первоуральске (пос. Талица), на 1773-м километре главного хода Транссибирской магистрали.
Здесь останавливаются все пригородные электропоезда, работает билетная касса.

## Катастрофа 13 августа 2003 года
13 августа 2003 года в непосредственной близости от о.п. Новоталица сошла с рельсов и загорелась двадцать одна цистерна с бензином АИ-92 грузового состава, следовавшего из Екатеринбурга в Москву. Было повреждено около 500 метров железнодорожного полотна и 500 метров контактного провода. Нанесенный экологический ущерб составил около 30 млн рублей.

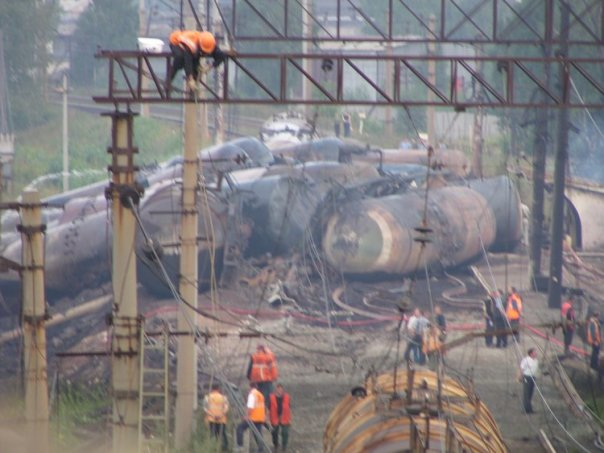
Последствия катастрофы: здесь был о.п. Новоталица

 В результате катастрофы платформа была уничтожена, здание остановочного пункта сгорело. В ноябре 2003 года платформа была полностью восстановлена, построено новое здание, однако уже через две недели после открытия оно подверглось вандализму местных жителей. В настоящее время бо́льшая часть декоративного ограждения платформы разрушена.